# Valle di Bajdar

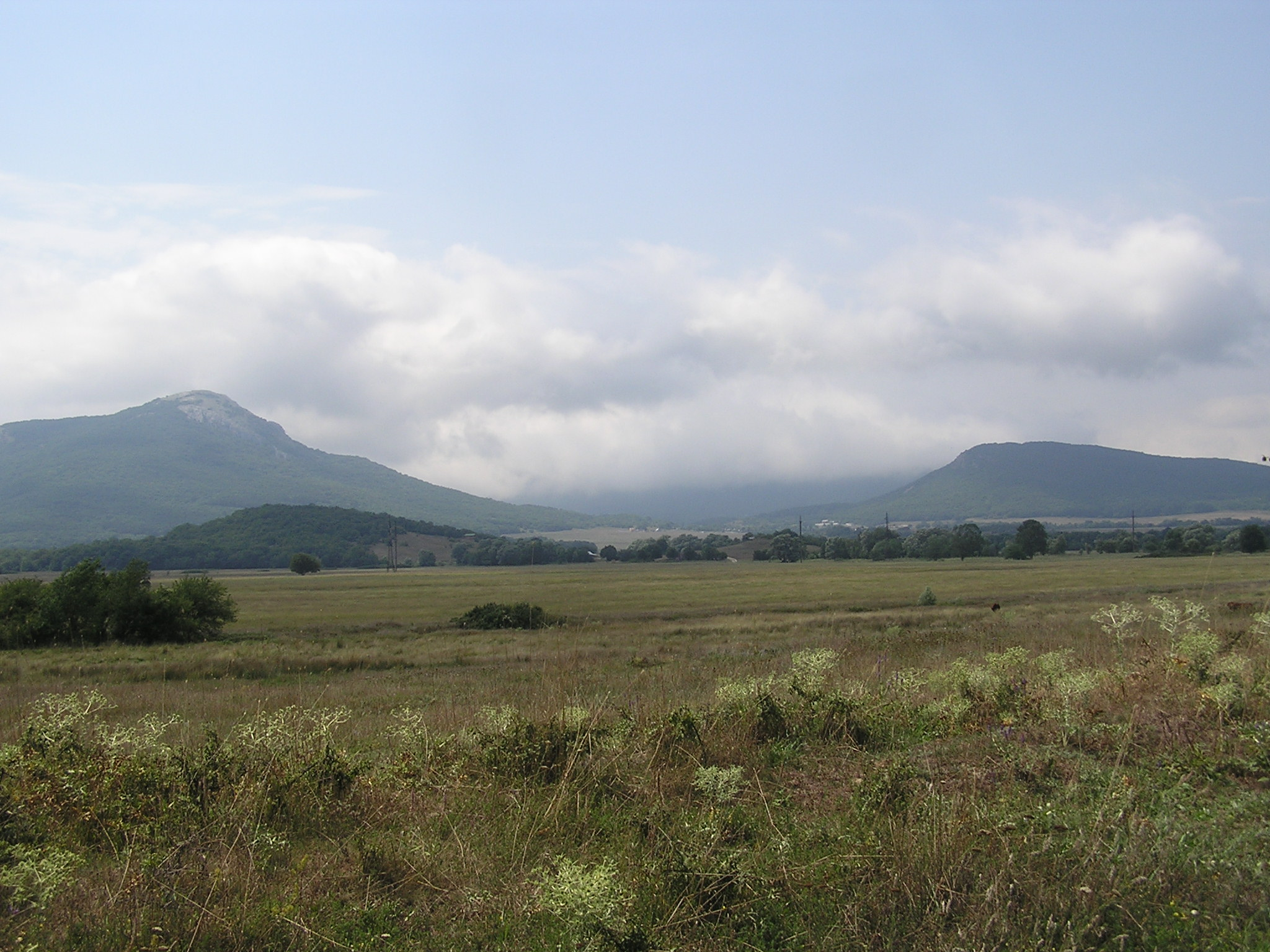
Steppa nella valle di Bajdar

La Valle di Bajdar (in ucraino: Байдарська долина, Bajdars'ka dolina, in russo: Байдарская долина, Bajdarskaia dolina, in tataro di Crimea: Байдар ува, Bajdar uva) si estende per circa 16 km in direzione nord-est; dal punto di vista amministrativo fa parte del Raion di Balaklava, compreso entro il comune di Sebastopoli, in Crimea.

## Descrizione
La valle trae la sua denominazione dall'antico nome del villaggio di Орлиного — Байдары (Orlinogo-Bajdari).
La valle di Bajdar si trova ad un'altitudine di 300-400 metri; si estende in lunghezza per circa 16 km, con una larghezza che nel punto più ampio arriva a 8 km. 
I monti che la contornano raggiungono i 600-800 metri di altezza. Da questi rilievi scendono le acque che danno origine al fiume Cernaia, incluse nella Riserva del fiume Cernaia, la più vasta riserva di acqua dolce di Sebastopoli. Nel paesaggio della valle sono ancora visibili le grandi strutture preistoriche denominate menhir (pietre lunghe). La maggior parte della valle è inclusa nell'area protetta di interesse nazionale nota come zakaznik.
La valle è attraversata dalla strada che collega Jalta a Sebastopoli. Il Passo Baydar collega la valle con la costa meridionale della Crimea che si affaccia sul Mar Nero.